# Bisporella confluens
Bisporella confluens är en svampart som först beskrevs av Pier Andrea Saccardo, och fick sitt nu gällande namn av Korf & Bujak. 1985. Bisporella confluens ingår i släktet gulskålar, ordningen disksvampar, klassen Leotiomycetes, divisionen sporsäcksvampar och riket svampar.   Inga underarter finns listade i Catalogue of Life.